# نهائي كأس الأمير 2016
مباراة نهائي كأس أمير الكويت 2015–16، وهي تلك المباراة التي جمعت بين فريقي الكويت والعربي، وانتهت المباراة بفوز نادي الكويت بثلاثة أهداف مقابل هدف واحد لنادي العربي.

## التفاصيل
يمثل هذا النهائي النسخة الــ (55) من بطولة كاس أمير الكويت في كرة القدم، النسخة السابقة فاز بها نادي القادسية بعد تفلبه على نادي السالمية في المباراة النهائية بنتيجة (1-0)، نادي الكويت توج باللقب من قبل عشر مرات، وهذه هي المرة (11) التي يتوج فيها باللقب، أما النادي العربي فقد توج بهذه البطولة من قبل (15) مرة.
المباراة النهائية كانت من تحكيم الكابتن على محمود شعبان، ومن تعليق خليل البلوشي.

## مشوار الفريقين نحو اللقب
| المرحلة     | الفريق      | الفريق المنافس | التاريخ        | ملعب المباراة                | نتيجة المباراة | محرزو الأهداف                                                                  | ملاحظات                                                                        |
| ----------- | ----------- | -------------- | -------------- | ---------------------------- | -------------- | ------------------------------------------------------------------------------ | ------------------------------------------------------------------------------ |
| ربع النهائي | نادي الكويت | نادي خيطان     | 7 مارس (5: 05) | ملعب نادي الكويت- كيفان      | 4 - 0          | ياسين الصالحي، 18،21 (ض.ج) سامي الصانع، 32 عبد الله البريكي، 80                | فوز الكويت وصعوده لنصف النهائي ، لمقابلة الفائز من نادي القادسية ونادي كاظمة   |
| ربع النهائي | نادي العربي | نادي اليرموك   | 7 مارس (8:00)  | ملعب صباح السالم- المنصورية  | 2 - 0          | فراس الخطيب، 65 (ض.ج) يوسف الغيزان، 86                                         | فوز العربي وصعوده لنصف النهائي، لمقابلة الفائز من السالمية والجهراء            |
| نصف النهائي | نادي الكويت | نادي القادسية  | 18 مارس (6:30) | ملعب صباح السالم - المنصورية | 1 - 0          | ياسين الصالحي، 14                                                              | فوز الكويت وصعوده للمباراة النهائية، لملاقاة الفائز من مباراة العربي والسالمية |
| نصف النهائي | نادي العربي | نادي السالمية  | 18 مارس (6:30) | ملعب نادي الكويت- كيفان      | 4 - 0          | فهد الرشيدي، 70 غازي الفهيدي، 73 (هدف عكسي) غوران ستويتكتش، 86 فراس الخطيب، 92 | فوز العربي وصعوده للمباراة النهائية لمقابلة الفائز من مباراة الكويت والقادسية  |
| النهائي     | نادي الكويت | نادي العربي    | 5 أبريل (6:40) | جابر الأحمد الدولي           | 3 -1           | ياسين الصالحي، 3، 21 (ض.ج) طلال العنزي، 9                                      | التتويج ببطولة كأس الأمير                                                      |
| النهائي     | نادي العربي | نادي الكويت    | 5 أبريل (6:40) | جابر الاحمد الدولي           | 3 -1           | حسين الموسوي، 53                                                               | وصيف البطولة                                                                   |

## روابط خارجية
- مواعيد ونتائج الدوري الكويتي في الفيفا
- كأس السوبر الكويتي
- xscores.com الكويت
- goalzz.com - كأس السوبر
- RSSSF.com - الكويت - قائمة الأبطال
- نهائي كاس أمير الكويت 2016 على منصة يوتيوب